# 범어사 관음전 목조관음보살좌상
범어사 관음전 목조관음보살좌상(梵魚寺 觀音殿 木造觀音菩薩坐像)은 부산광역시 금정구, 범어사 관음전에 있는 불상이다. 2006년 11월 25일 부산광역시의 유형문화재 제70호로 지정되었다.

## 개요
이 관음보살좌상은 범어사 관음전에 본존으로 봉안되어 있으며, 1999년에 개금(改金)을 하여 현재 보존 상태는 매우 양호한 편이다.
팔각대좌 위의 연화대좌 윗면에 있는 묵서(墨書)에 의하면 이 관음보살좌상은 1722년(康熙 61)에 조성되었고, 조각승으로는 범어사 비로자나삼존불의 중수와 도금을 담당한 진열(進悅)을 비롯하여 청우(淸雨), 청휘(淸徽), 관성(貫性), 옥홀(玉㧾) 등이 참여하였음을 알 수 있다. 
관음보살좌상은 팔각대좌 위의 연화좌에 결가부좌한 자세로 앉아 있다. 연화대좌의 오른쪽으로부터 뻗어 나온 연꽃 위에는 정병이 놓여 있고, 관음상의 왼쪽 앞으로 선재동자가 무릎을 꿇고 합장한 모습으로 보살상을 경배하고 있다.
관음보살좌상의 높이는 102.8㎝ 규모로 비교적 큰 작품이다. 자세는 허리를 세우고 어깨를 앞으로 약간 숙인 모습이며, 신체에 비해 머리 부분이 다소 크지만 다리 폭이 넓어 안정감을 준다.
이 관음보살좌상은 18세기 전반의 작품으로는 비교적 큰 규모이며, 안정감 있는 신체 비례는 물론 상호 또한 원만하다. 특히, 하반신에 표현된 복갑(腹甲)이나 갑대(甲帶) 등의 장식은 이 관음보살좌상보다 빠른 시기의 보살도에서도 확인할 수 있으며, 최근 전라도와 충청도 지역에서 조각으로 표현된 사례들이 발견되어 주목된다. 
또한 어깨에서 흘러내린 천의자락이 S자형을 이루며 무릎 앞에서 역동적으로 곡선을 이루는 형태는 보타락산(補陀落山)에 앉은 관음보살을 조형화한 진열 조각승의 역량을 보여주고 있다.
범어사 관음전 목조관음보살좌상은 작풍(作風)이 뛰어나고 보존 상태도 양호할 뿐 아니라, 특히 대좌의 묵서명에 의해 제작시기, 봉안처, 제작에 참여한 조각승 등이 확실히 밝혀져 조선 후기 불상 제작 연구에 귀중한 자료일 뿐 아니라 문화재적 가치가 매우 높은 작품이다.

## 참고 자료
- 범어사 관음전 목조관음보살좌상 - 국가유산청 국가유산포털